# Enrique Belda
Enrique Belda Pérez-Pedrero (Ciudad Real, 11 de junio de 1969) es un jurista y político español, actualmente diputado por Ciudad Real en el Congreso de los Diputados y miembro del Partido Popular (PP). Su trayectoria combina la docencia universitaria, la investigación en Derecho Constitucional y una activa participación en la vida pública.

## Formación académica y carrera docente
Licenciado en Derecho por la Universidad de Castilla-La Mancha (UCLM), Belda obtuvo el doctorado en Derecho en 1999. Desde 2022, ejerce como catedrático de Derecho Constitucional en la Facultad de Derecho y Ciencias Sociales de Ciudad Real. Ha codirigido la Cátedra de Derecho de las Personas con Discapacidad y Dependencia desde abril de 2023.
A lo largo de su carrera, ha publicado numerosas monografías y artículos en revistas científicas especializadas. Entre sus obras destacan:
- Los representantes locales en España (2000)
- El poder del Rey: alcance constitucional efectivo de las atribuciones de la Corona (2003)
- La presidencia del Congreso de los Diputados: perfil de su actuación constitucional (2004)
- La fallida reforma de la Constitución española durante la VIII Legislatura (2004-2008) (2008)
- Instituciones de apoyo a gobiernos y parlamentos (2009)
- Dignidad y Discapacidad: una perspectiva desde los derechos humanos (2019)
- El derecho a la educación y la enseñanza de los derechos como llave de la ciudadanía democrática (2021)

Su labor investigadora se ha centrado en temas como la protección jurídica de las personas con discapacidad, los derechos humanos, la representación política, la Jefatura del Estado, la reforma constitucional y la organización territorial. Ha colaborado con instituciones como la Comisión Nacional de Derechos Humanos de México y el Centro de Normalización Lingüística de la Lengua de Signos Española.

## Trayectoria política
Belda inició su carrera política como concejal en el Ayuntamiento de Ciudad Real (1991-2000) y fue diputado en el Congreso durante la VII Legislatura (2000-2004). Tras una pausa, regresó al consistorio como concejal entre 2019 y 2023. En 2023, fue elegido diputado por Ciudad Real en el Congreso de los Diputados.